# Пажитнов, Константин Алексеевич
Константин Алексеевич Пажитнов (1 [13] марта 1879, Рязанская губерния, Российская империя — 2 августа 1964; Москва, СССР) — российский и советский экономист, специалист в области истории народного хозяйства, член-корреспондент АН СССР (1946).

## Биография
Родился 1 (13) марта 1879 года в селе Житово Рязанского уезда Рязанской губернии, в мещанской семье.
Окончив гимназию с золотой медалью, поступил в 1898 году на историко-филологический факультет Московского университета, где слушал лекции профессора В. О. Ключевского, затем перешёл на юридический факультет, где изучал курсы политической экономии и статистики А. И. Чупрова и Н. А. Каблукова. Во время обучения в университете дважды исключался из него за участие в студенческом движении: в 1899 году был выслан на два года из Москвы, в 1902 году провёл 6 месяцев под стражей за участие в политической демонстрации. Окончив университет в 1907 году, получил предложение остаться в нём для подготовки к профессорскому званию, но в связи с политической реакцией после поражения первой русской революции поступил на службу.
Работал младшим редактором Статистического отдела Петербургской городской думы (1908—1911), заведующим Статистическим отделом городской думы в Харькове (1911—1913), секретарём ряда комиссий Петроградской городской думы (1914—1917).
С 1917 по 1923 годы — директор Петроградского кооперативного института.
Вёл преподавательскую деятельность которая началась с чтения лекций в рабочих клубах профессиональных союзов, в аудиториях Петербургского общества вольных университетов и на различных курсах, с 1915 года — читал систематические курсы лекций в вузах Петрограда, Киева, Москвы: в Петроградском государственном университете (1921—1923), декан Петроградского института народного хозяйства (1923—1924) и Кооперативного института в Киеве (1925—1930). До 1930 года читал курсы лекций по истории кооперации, а в дальнейшем — по истории народного хозяйства.
Работал в должности старшего научного сотрудника научно-исследовательских институтов наркоматов Снабжения (1931—1933), Здравоохранения (1933—1934), Лёгкой промышленности (1934—1935), Института экономики Комакадемии, а с 1936 года — Академии наук СССР (1935—1940), профессор в Кредитно-экономическом институте Госбанка СССР (1938—1941), в Московском институте народного хозяйства имени Г. В. Плеханова (1942—1943), в МГУ (с 1943 года).
С 1943 года — работал старшим научным сотрудником Института экономики АН СССР, состоял членом Учёного совета Центрального научно-исследовательского института технической информации и экономики нефтяной промышленности (1955—1956).
В 1935 году — присвоена учёная степень доктора экономических наук.
В 1946 году — был избран членом-корреспондентом АН СССР по Отделению экономики и права.
Умер в Москве 2 августа 1964 года.

## Научная деятельность
Представитель русской экономической науки, специалист в области истории народного хозяйства, социально-экономической мысли и рабочего движения в России.
В студенческие годы написал свою первую научную работу «Протекционизм и свободная торговля» (1902), в 1906 году опубликовал своё первое исследование «Положение рабочего класса в России», выдержавшее затем ряд изданий.
Автор около 30 книг и большого количество научных статей по истории рабочего класса, кооперативного движения и общественных идей в России и за границей. В их числе:
- К аграрному вопросу : Закон убывающего плодородия почвы и его значение в полит. экономии : (По поводу кн. Булгакова «Капитализм и земледелие») — М., 1903. — 59 с.
- Рабочее движение в России. — [СПб.] : Новый мир, [1906]. — 80 с.
- Положение рабочего класса в России. 2-е изд., доп. и испр. — [Санкт-Петербург]: Тип. т-ва «Общественная польза», 1908. — [6], 306 с.
- А. И. Герцен и Н. Г. Чернышевский // Вестник знания. — 1911. — № 12.
- Городское и земское самоуправление. — СПб., 1913.
- Н. Г. Чернышевский как первый теоретик кооперации в России. 2-е изд. — М., 1916.
- Организация власти в демократическом государстве. — Петроград, 1917.
- Основы кооператизма. 2-е изд. — М., 1917.
- Первые русские социалисты: Французский утопический социализм в России 30-х и 40-х гг. XIX века. — Петроград, 1917.
- Фурьеризм в России в конце 40-х годов XIX века: (Петрашевцы). — Петроград, 1917.
- История кооперативной мысли. — Петроград, 1918.
- Роберт Оуэн. — Петроград, 1918.
- Рабочее движение при крепостном праве. — М., 1923. — 33, [2] с.
- Из истории рабочих артелей на Западе и в России: От утопистов до наших дней. — Петроград, 1924.
- Промышленный труд в крепостную эпоху. — Л., 1924.
- Очерки по истории бакинской нефтедобывающей промышленности. — М.; Л., 1940.
- Экономические воззрения декабристов. — М.; Л., 1945.
- Проблема ремесленных цехов в законодательстве русского абсолютизма. — М., 1952.

## Награды
- Орден Ленина (1954)
- Орден Трудового Красного Знамени (1945)